# پیتر شیرر
پیتر شیرر (انگلیسی: Peter Scheerer؛ زادهٔ ۱۶ دسامبر ۱۹۷۳) یک کارگردان، فیلم‌نامه‌نویس و تهیه‌کننده اهل کانادا است.

## فیلم‌شناسی
- تنها در تاریکی ۲ (۲۰۰۹) (کارگردان، فیلم‌نامه‌نویس)
- فار کرای (۲۰۰۷) (فیلم‌نامه‌نویس)
- به نام پادشاه: داستان محاصره سیاه‌چاله (۲۰۰۷) (دستیار تهیه‌کننده)
- Brotherhood of Blood (۲۰۰۶) (کارگردان، فیلم‌نامه‌نویس)
- خون رینی (۲۰۰۶) (دستیار تهیه‌کننده)
- House of the Dead 2 (۲۰۰۵) (فیلم‌نامه‌نویس)
- Alone in the Dark (۲۰۰۵) (فیلم‌نامه‌نویس)